# Crézancy
Crézancy és un municipi francès situat al departament de l'Aisne i a la regió dels Alts de França. L'any 2007 tenia 1.095 habitants.

## Demografia

### Població
El 2007 la població de fet de Crézancy era de 1.095 persones. Hi havia 428 famílies de les quals 120 eren unipersonals (72 homes vivint sols i 48 dones vivint soles), 128 parelles sense fills, 140 parelles amb fills i 40 famílies monoparentals amb fills.
La població ha evolucionat segons el següent gràfic:
Habitants censats

### Habitatges
El 2007 hi havia 498 habitatges, 433 eren l'habitatge principal de la família, 12 eren segones residències i 53 estaven desocupats. 406 eren cases i 86 eren apartaments. Dels 433 habitatges principals, 260 estaven ocupats pels seus propietaris, 166 estaven llogats i ocupats pels llogaters i 7 estaven cedits a títol gratuït; 19 tenien una cambra, 31 en tenien dues, 86 en tenien tres, 107 en tenien quatre i 190 en tenien cinc o més. 275 habitatges disposaven pel capbaix d'una plaça de pàrquing. A 213 habitatges hi havia un automòbil i a 167 n'hi havia dos o més.

### Piràmide de població
La piràmide de població per edats i sexe el 2009 era:
| Homes | Edats   | Dones |
| ----- | ------- | ----- |
| 0     | 95 o +  | 8     |
| 0     | 90 a 94 | 0     |
| 4     | 85 a 89 | 8     |
| 12    | 80 a 84 | 8     |
| 4     | 75 a 79 | 16    |
| 24    | 70 a 74 | 28    |
| 28    | 65 a 69 | 24    |
| 20    | 60 a 64 | 28    |
| 16    | 55 a 59 | 12    |
| 40    | 50 a 54 | 20    |
| 28    | 45 a 49 | 28    |
| 48    | 40 a 44 | 60    |
| 56    | 35 a 39 | 60    |
| 28    | 30 a 34 | 40    |
| 36    | 25 a 29 | 16    |
| 24    | 20 a 24 | 20    |
| 44    | 15 a 19 | 52    |
| 60    | 10 a 14 | 60    |
| 36    | 5 a 9   | 36    |
| 32    | 0 a 4   | 24    |

## Economia
El 2007 la població en edat de treballar era de 737 persones, 498 eren actives i 239 eren inactives. De les 498 persones actives 444 estaven ocupades (234 homes i 210 dones) i 54 estaven aturades (28 homes i 26 dones). De les 239 persones inactives 43 estaven jubilades, 132 estaven estudiant i 64 estaven classificades com a «altres inactius».

### Ingressos
El 2009 a Crézancy hi havia 429 unitats fiscals que integraven 1.044 persones, la mediana anual d'ingressos fiscals per persona era de 16.341 €.

### Activitats econòmiques
Dels 33 establiments que hi havia el 2007, 3 eren d'empreses extractives, 1 d'una empresa alimentària, 1 d'una empresa de fabricació de material elèctric, 4 d'empreses de fabricació d'altres productes industrials, 6 d'empreses de construcció, 6 d'empreses de comerç i reparació d'automòbils, 3 d'empreses de transport, 2 d'empreses d'hostatgeria i restauració, 1 d'una empresa immobiliària, 3 d'entitats de l'administració pública i 3 d'empreses classificades com a «altres activitats de serveis».
Dels 10 establiments de servei als particulars que hi havia el 2009, 1 era una oficina de correu, 1 funerària, 1 autoescola, 2 guixaires pintors, 2 lampisteries, 2 empreses de construcció i 1 perruqueria.
Dels 2 establiments comercials que hi havia el 2009, 1 era una botiga de menys de 120 m² i 1 una botiga de material de revestiment de parets i terra.
L'any 2000 a Crézancy hi havia 6 explotacions agrícoles.

## Equipaments sanitaris i escolars
L'únic equipament sanitari que hi havia el 2009 era una farmàcia.
El 2009 hi havia una escola elemental.

## Poblacions més properes
El següent diagrama mostra les poblacions més properes.